# Kanton Vinay
Kanton Vinay (fr. Canton de Vinay) je francouzský kanton v departementu Isère v regionu Rhône-Alpes. Skládá se z 11 obcí.

## Obce kantonu
- L'Albenc
- Chantesse
- Chasselay
- Cognin-les-Gorges
- Malleval
- Serre-Nerpol
- Notre-Dame-de-l'Osier
- Rovon
- Saint-Gervais
- Varacieux
- Vinay